# Charlotte Gainsbourg
Charlotte Gainsbourg, nascuda amb el nom de Charlotte Lucy Ginsburg el 21 de juliol de 1971 a Londres, és una actriu i cantant anglofrancesa coneguda des que va néixer per ser filla de Serge Gainsbourg i Jane Birkin. Des de molt jove ja va començar a cantar i actuar amb els seus pares. El 2010 ja havia tret tres àlbums en solitari i havia participat en pel·lícules en anglès i francès. El 2009 va guanyar el premi a la millor actriu del Festival de Canes per Anticrist. És parella de l'actor i director de cinema Yvan Attal, amb qui té tres fills.

## Biografia

### Carrera cinematogràfica

#### Començaments i progressió (anys 1980-1990)

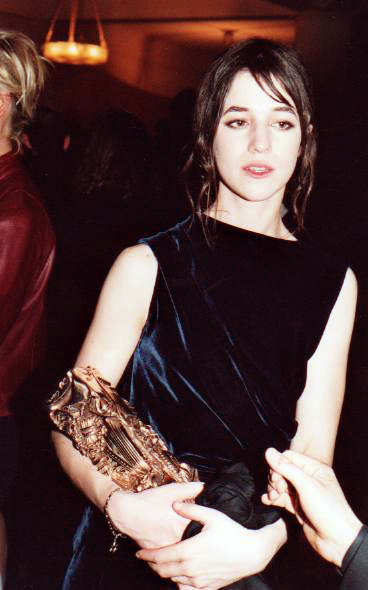
L'actriu a la 25a cerimònia dels Cèsar 2000, per a la Bûche.

Comença la seva carrera cinematogràfica molt d'hora, empesa per la seva mare Jane Birkin. Charlotte Gainsbourg ha estat alumna al liceu Molière, a París. L'any 1984, Jane Birkin, en el rodatge de La Pirata de Jacques Doillon, incita la seva filla a passar el càsting d'Élie Chouraqui per a Paraules i música. Obté així el seu primer paper amb tretze anys. L'any següent, Jacques Doillon li ofereix algunes rèpliques a La Tentation d' Isabelle que li suposa ser observada per Claude Miller, que li ofereix el paper principal del seu film L'Effrontée. La seva actuació és premiada pel César a la millor esperança femenina l'any 1986. Treballa a continuació amb Serge Gainsbourg el seu pare a Charlotte for Ever l'any 1986), després amb Agnès Varda i la seva mare l'any 1987.
L'any 1988, Claude Miller la crida de nou per a La Petite Voleuse, sobre un guió de François Truffaut. Amb Merci la vie de Bertrand Blier, Charlotte decideix fer carrera al cinema: « És realment quan he decidit continuar amb aquest ofici. Abans, m'amagava darrere dels pretextos. Volia fer un bon paper. I si no em proposaven més papers? Allò m'aterria. Llavors preferia dir que no sabia si continuaria per aquest camí. » (Le Figaro, 23 de juny de 1996). En aquell moment la seva carrera sembla estancar-se, malgrat retrobar-se amb Jacques Doillon en el paper principal d'Amoureuse.
L'any 1999, la comèdia dramàtica La Bûche li suposa el seu segon Cèsar: el César a la millor actriu secundària.
L'any 2000, és al cartell del drama Passionnément, de Bruno Nuytten i actua en dos telefilms: Les Misérables, de Josée Dayan, i Nuremberg d'Yves Simoneau.

#### Retorn crític (anys 2000)

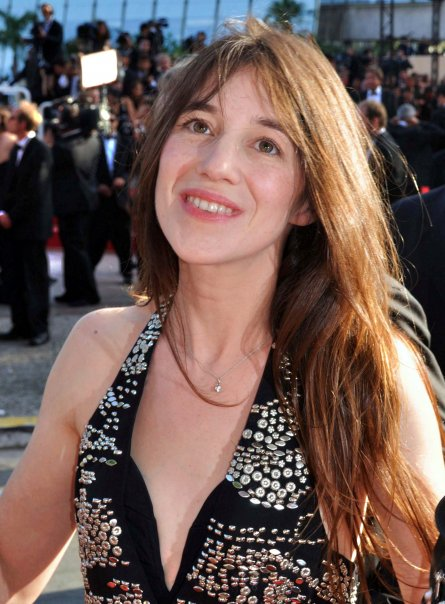
L'actriu al Festival de Canes 2009.

La seva carrera pren un nou ímpetu l'any 2001 amb la comèdia dramàtica La meva dona és una actriu amb l'actor Yvan Attal, el seu futur marit. L'any 2003, esdevé la musa de la marca Gérard Darel. Retroba Attal per al seu segon film, Ils se marièrent et eurent beaucoup d'enfants, i forma part del càsting del thriller Grams, on actua al costat de Sean Penn i Naomi Watts.
L'any 2005, és al cartell de dos drames francesos: L'un reste, l'autre part, de Claude Berri, i Lemming, de Dominik Moll. Els films no troben no obstant això l'èxit de les precedents realitzacions dels cineastes. Del mateix l'any 2006, La Science des rêves no rep la mateixa acollida crítica i comercial del precedent llargmetratge de Michel Gondry, Eternal Sunshine of the Spotless Mind.
No obstant això, l'actriu sorprèn en cap de cartell d'una comèdia romàntica: Prête-moi ta main, d'Éric Lartigau. L'actriu dona la rèplica a Alain Chabat, amb qui ja s'havia creuat a La Science des Rêves i Ils se marièrent et eurent beaucoup d'enfants.
L'any 2007, defensa dos projectes estrangers: el biòpic americà I'm Not There, de Todd Haynes, sobre la vida del cantant folk Bob Dylan; i el drama històric italià Nuovomondo (Golden Door), d'Emanuele Crialese.
La nit del 5 al 6 de setembre de 2007, és operada d'urgència d'una hemorràgia cerebral, després d'un accident de Moto d'aigua.
L'any 2008, el drama City of Your Final Destination, de James Ivory, passa desapercebut. Però l'any següent, és el cap de cartell de dos projectes observats i d'escàndol: Antichrist, de Lars von Trier, i Persecution, de Patrice Chéreau.
El mateix any, el 27 de febrer, presideix la 34a cerimònia dels Cèsar animada per Antoine de Caunes, al costat de Sean Penn.
Rep en el festival de Canes 2009 el premi a la interpretació femenina per al seu paper a Antichrist de Lars von Trier. El film suscita una certa controvèrsia tan per la violència d'algunes escenes com per l'ambigüitat del tema.

#### Confirmació (anys 2010)

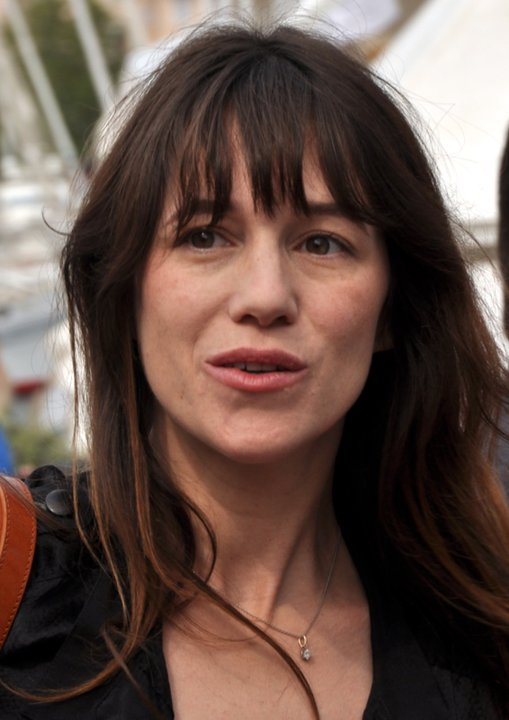
L'actriu al Festival de Canes 2011.

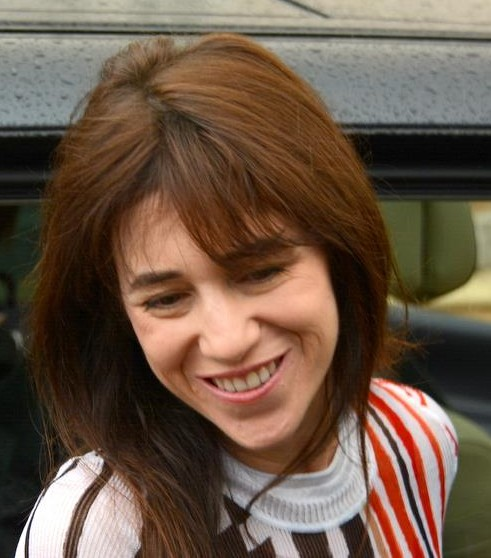
I al Festival de Canes 2014.

En maig 2010 surten uns dibuixos sobre Charlotte: Charlotte Gainsbourg mon amour a les edicions Delcourt, un homenatge humorístic del dissenyador Fabrice Tarrin que la representa sota els trets d'un aneguet amb una mandíbula prognata. Ha declarat en una entrevista en el cas del seu físic: « La meva mandíbula prognata ve del meu pare alcohòlic i la meva talla, de la meva mare maniquí. ».
El 23 de maig de 2010, Charlotte Gainsbourg lliura la Palma d'Or del 63è festival de Canes al realitzador tailandès Apichatpong Weerasethakul per al film Oncle Boonmee, el que recorda les seves vides anteriors.
L'any 2011, retroba Lars von Trier, el seu mentor des d'aleshores, per a un segon paper a Melancholia, protagonitzada per Kirsten Dunst, i l'any 2013, forma part del repartiment internacional reunit pel cineasta pel díptic Nymphomaniac
Del 9 al 19 de febrer de 2012, és membre del jurat del 62è festival de Berlín, presidit pel realitzador Mike Leigh
Aquest mateix any, és al cartell del drama franco-britànic Confession d'un enfant du siècle, de Sylvie Verheyde; i amb el seu espòs Yvan Attal al seu tercer llargmetratge com a realitzador amb el remake Do Not Disturb.
Abandona França i s'instal·la a Greenwich Village, Nova York, després de la mort de la seva germana Kate Barry, l'any 2013.
L'any 2014, evoluciona en diversos projectes molt diferents: en principi la sàtira Jacky au royaume des filles, escrita i dirigida per Riad Sattouf, llavors coronat de l'èxit de Beaux Gosses. A continuació retroba Attal aquest cop com a actor al drama Son épouse, de Michel Spinosa. Forma part després de dues parelles atípiques: primer amb l'actor belga Benoit Poelvoorde per al drama Trois coeurs, de Benoît Jacquot; i el gran projecte Samba, d'Éric Toledano i Olivier Nakache. Finalment, té un dels papers principals de la comèdia dramàtica L' Incomprise, dirigida per l'actriu Asia Argento.
L'any 2015, forma part del càsting internacional reunit per al drama Every Thing Will Be Fine pel cineasta Wim Wenders. L'any 2016 fa el seu primer blockbuster de Hollywood, el remake/continuació d'Independence Day: Resurgence, de Roland Emmerich; i el quart llargmetratge d'Yvan Attal, el film d'esquetxos Ils sont partout. Els dos films són acollits molt tèbiament.
L'any 2017 surt discretament al thriller polonès True Crimes, d'Alexandros Avranas, de Jim Carrey; un altre projecte sortit confidencialment, el drama israelià Norman, escrit i realitzat per Joseph Cedar; una altra co-producció internacional, Le Bonhomme de neige, de Tomas Alfredson, amb Michael Fassbender en el paper del títol.
Pel que fa al cinema francès, defensa el drama Les Fantômes d'Ismaël, d'Arnaud Desplechin, on s'enfronta a l'estrella internacional Marion Cotillard. A continuació comparteix el cartell del drama La Promesse de l'aube amb Pierre Niney, davant de la càmera d'Éric Barbier.

### Carrera musical

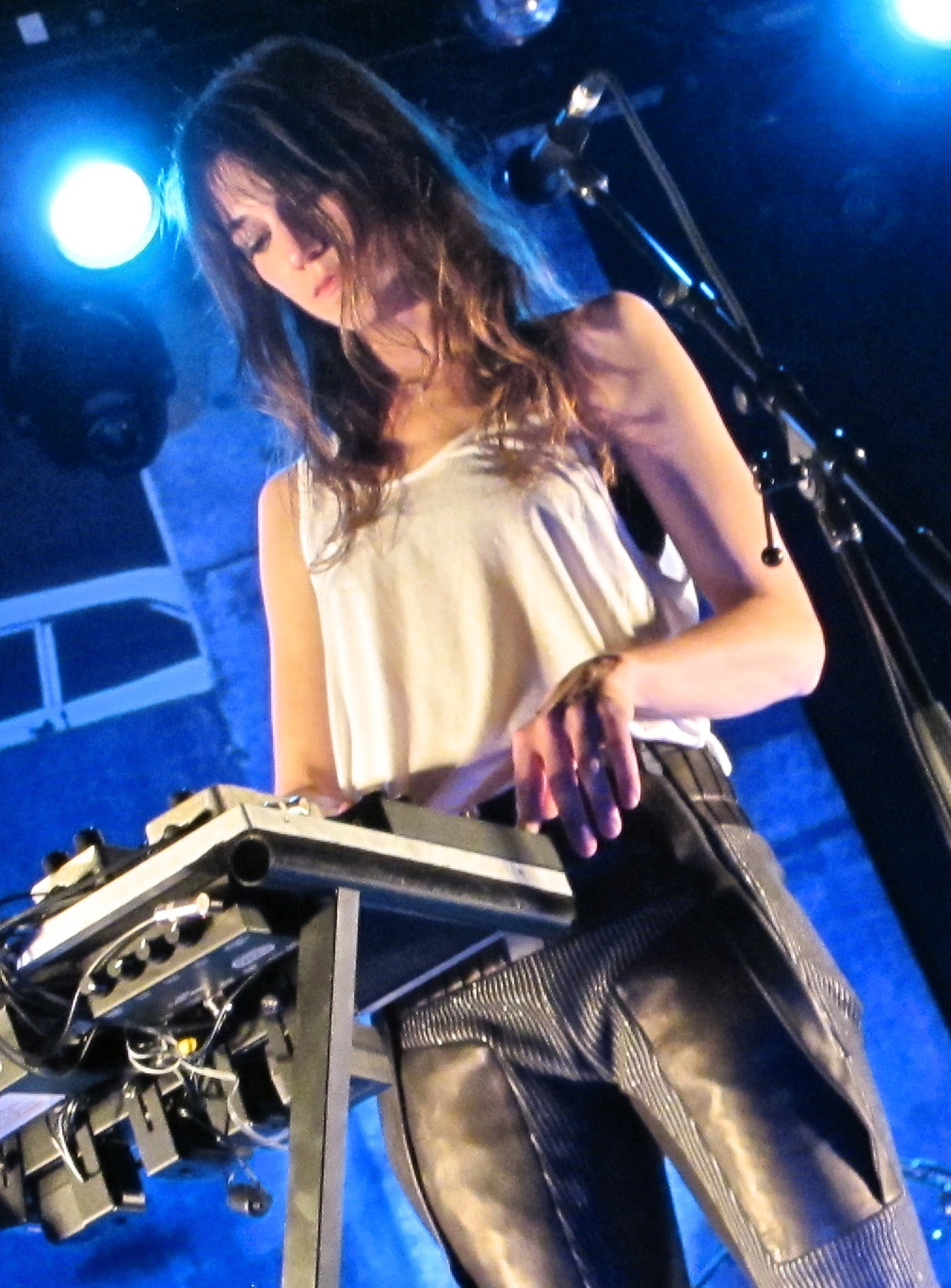
Charlotte Gainsbourg al Webster Hall a Nova York l'abril de 2010.

Charlotte ha cantat diverses vegades, la primera en l'àlbum de Serge Gainsbourg, Love on the Beat, l'any 1984, on canta en duo Lemon Incest amb ell. Un vídeoclip on Charlotte apareix al costat del seu pare completa aquesta ambigüitat; les paraules evoquen « l'amor que no farem mai junts ».
L'any 1986, torna amb l'àlbum Charlotte for Ever on, amb el posat d'una adolescent difícil, canta una sèrie de textos de contingut tot provocador: Charlotte for Ever, Més suau amb mi (els dos en duo amb Serge), Élastique, Zéro pointé vers l'infini.
Durant vuit anys no cantarà més fins al que s'embarca a l'aventura de Les Enfoirés, els cantants fan Les Restos du coeur: l'any 1994, a l'espectacle Les Enfoirés au Grand Rex, interpreta Di doo dah, escrita pel seu pare i creada per la seva mare, Un altre món de Telephone i La chanson des restos de Jean-Jacques Goldman. Treballa novament l'any 2001 per Les Restos du coeur, en L'Odyssée des Enfoirés on interpreta, entre d'altres, una cançó de Renaud, Manu, amb Francis Cabrel, Julien Clerc i un altre actor, Thierry Lhermitte.
L'any 1996, participa en la banda original de Love, etc.. l'any 2000, se sent la seva veu a l'àlbum Music de Madonna: el començament de la cançó What It Feels Like for a Girl conté algunes paraules pronunciades per Charlotte al film Cement Garden. El seu últim duo és If amb Étienne Daho, sobre l'àlbum Réévolution (2003) d'aquest últim. l'any 2005, Charlotte participa en la banda original de L'un reste, l'autre part, interpretant la cançó del mateix nom.
El 28 d'agost de 2006 d'agost treu el seu segon àlbum 5:55 en col·laboració amb el grup Air, Jarvis Cocker, Nigel Godrich, Tony Allen, David Campbell i Neil Hannon de The Divine Comedy. L'àlbum té títols en francès i en anglès.
El seu tercer àlbum, IRM, tret el desembre de 2009, ha estat produït pel músic americà Beck Hansen. El seu quart àlbum Stage Whisper surt l'any 2011.
El seu cinquè àlbum, Rest, surt el 17 de novembre de 2017. Conté onze títols gravats a Nova York, entre els quals un compost per Paul McCartney. El primer extret del mateix nom, coescrit i compost per Guy-Manuel de Homem-Christo (Daft Punk), és descobert a començaments de setembre, seguit pels títols Deadly Valentine i Ring-A-Ring O' Roses. Charlotte crida els seus fills (Alice, Joe i Ben Attal) per actuar als clips que il·lustren aquestes cançons. Per a aquest àlbum, rep l'any 2018 el premi de la música a la categoria cantant femenina de l'any.

### Vida privada

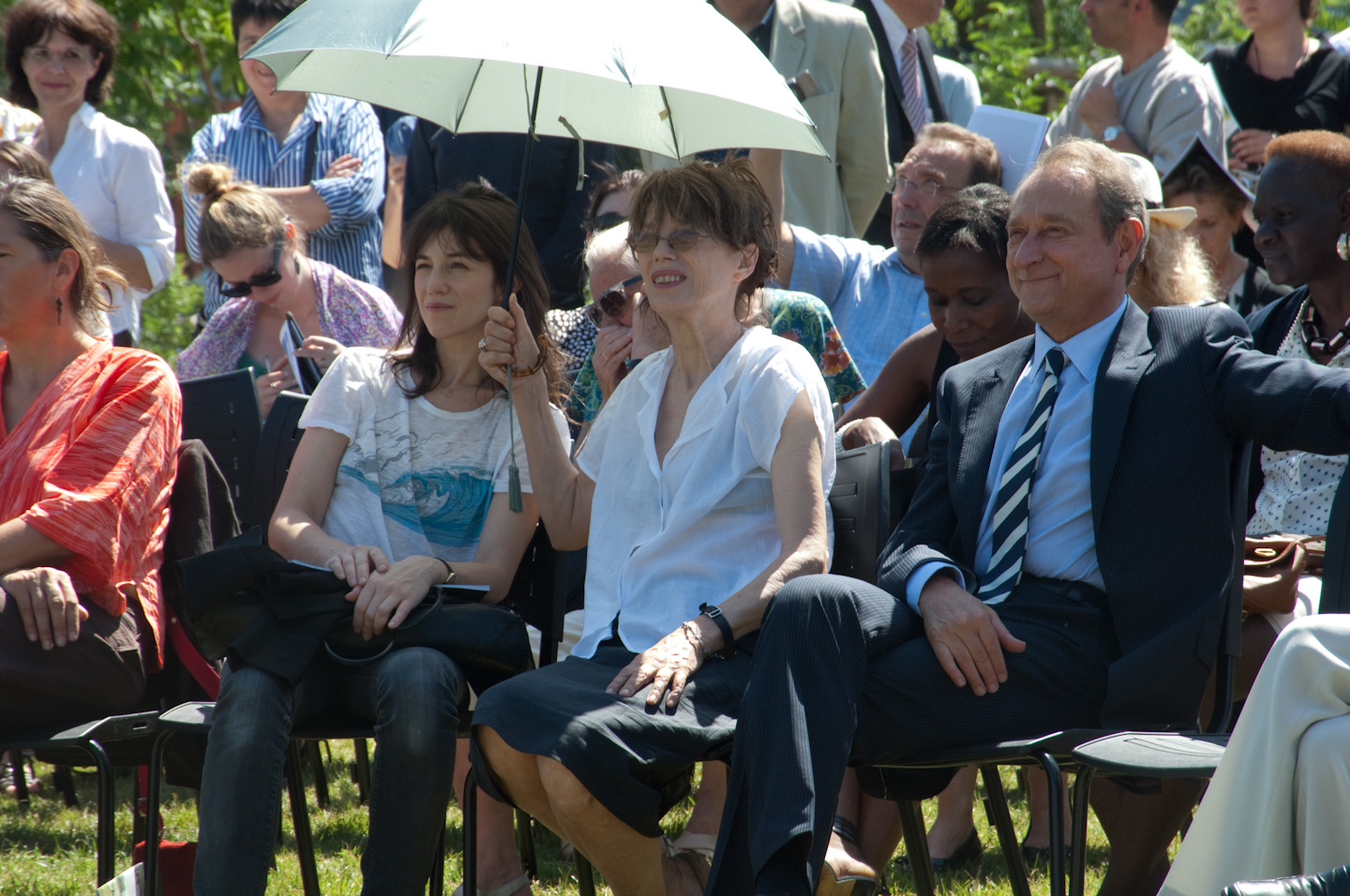
Charlotte Gainsbourg, Jane Birkin i Bertrand Delanoë en la inauguració del Jardí Serge-Gainsbourg a París l'any 2010.

Filla de Serge Gainsbourg i de Jane Birkin, és la companya des de 1991 d'Yvan Attal, actor i realitzador. Tenen tres fills, Ben (1997), Alice (2002) i Jo (2011).
Neboda del realitzador Andrew Birkin i fillola de Yul Brynner, Charlotte Gainsbourg té igualment dues germanastres, Kate Barry i Lou Doillon pel costat de la seva mare; així com dos germanastres, Paul i Lucien Gainsbourg (més conegut amb el diminutiu « Lulu », fill de Bambou) i una germanastra, Natacha, pel costat del seu pare. Va parlar detingudament del seu pare. Serge Gainsbourg, recordant el clip provocador de Lemon Incest i del rodatge de Charlotte for Ever: « I ell, tal com el vaig conèixer, no corresponia al que descobria en un rodatge, en un escenari. No era el mateix. [...]
"El meu pare tenia diverses facetes i ho sabia, però havia de fer això i ser jo mateixa en aquesta espiral, era dur viure. Vindria la desaparició, de cop, l'any 1991: Tenia 19 anys quan va morir el meu pare. Pensava que no me'n sortiria. […] He fet com si fos encara allà. […] Durant anys, era un esquinçall. Yvan m'ha recuperat molt poc temps després i ha tingut la paciència d'esperar, no sé... deu anys... que, de mica en mica, emergís. Hi havia també una complaença en la desgràcia."

## Filmografia
- 1984: Paroles et musique d'Elie Chouraqui
- 1985: L'Effrontée de Claude Miller
- 1985: La Tentation d'Isabelle de Jacques Doillon
- 1986: Charlotte For Ever de Serge Gainsbourg
- 1987: Jane B par Agnès V d'Agnès Varda
- 1987: Kung-fu master! d'Agnès Varda
- 1988: La Petite voleuse de Claude Miller
- 1990: Merci la vie de Bertrand Blier
- 1990: Aux yeux du monde d'Éric Rochant
- 1990: El sol també a la nit (Il sole anche di notte) dels Germans Taviani
- 1991: Amoureuse de Jacques Doillon
- 1991: Contre l'oubli de Patrice Chéreau
- 1991: Anna Oz d'Éric Rochant
- 1992: The Cement Garden d'Andrew Birkin
- 1993: Grosse Fatigue de Michel Blanc
- 1994: Jane Eyre de Franco Zeffirelli
- 1996: Love, etc. de Marion Vernoux
- 1998: Passionnément de Bruno Nuytten
- 1999: La intrusa (The Intruder) de David Bailey
- 1999: La Bûche de Danièle Thompson
- 2000: Félix et Lola de Patrice Leconte
- 2001: Ma femme est une actrice d'Yvan Attal
- 2004: Ils se marièrent et eurent beaucoup d'enfants d'Yvan Attal
- 2004: 21 Grams d'Alejandro González Iñárritu
- 2005: L'un reste, l'autre part de Claude Berri
- 2005: Lemming de Dominik Moll
- 2006: Prête-moi ta main d'Eric Lartigau
- 2006: La science des rêves de Michel Gondry
- 2006: Nuovomondo d'Emanuele Crialese
- 2007: The City of Your Final Destination de James Ivory
- 2007: I'm Not There de Todd Haynes
- 2009: Antichrist de Lars von Trier
- 2009: Persécution de Patrice Chéreau
- 2010: L'Arbre de Julie Bertuccelli
- 2011: Melancholia de Lars von Trier
- 2012: Confession d'un enfant du siècle de Sylvie Verheyde
- 2012: Do Not Disturb d'Yvan Attal
- 2013: Nymphomaniac de Lars von Trier
- 2014: Jacky au royaume des filles de Riad Sattouf
- 2014: Son épouse de Michel Spinosa
- 2014: Trois cœurs de Benoît Jacquot
- 2014: Samba d'Éric Toledano et Olivier Nakache
- 2014: L'Incomprise d'Asia Argento
- 2015: Every Thing Will Be Fine de Wim Wenders
- 2016: Ils sont partout d'Yvan Attal
- 2016: Independence Day: Resurgence de Roland Emmerich
- 2017: True Crimes d'Alexandros Avranas
- 2017: Oppenheimer Strategies de Joseph Cedar
- 2017: The Snowman de Tomas Alfredson
- 2017: Les Fantômes d'Ismaël d'Arnaud Desplechin
- 2017: La Promesse de l'Aube d'Eric Barbier
- 2018: Seuls sur Terre (I Think We're Alone Now) de Reed Morano
- 2019: Mon chien stupide d'Yvan Attal
- 2019: Lux Æterna de Gaspar Noé (mig metratge)
- 2020: Suzanna Andler de Benoît Jacquot
- 2021: Les Choses humaines d'Yvan Attal

## Discografia

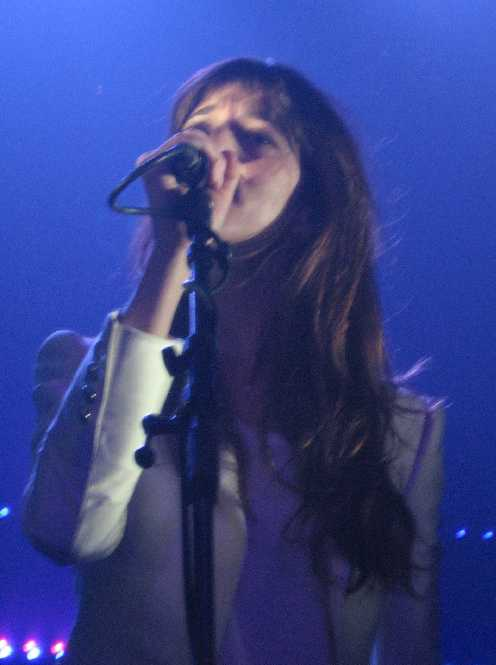
Charlotte Gainsbourg cantant el 2007

- 1986: Charlotte for Ever
- 2006: 5:55
- 2009: IRM

## Premis
- 2009: Premi del Festival de Cannes a la millor actriu per Antichrist
- 2000: Premi César a la millor actriu secundària per La bûche
- 1985: Premi César a la millor actriu revelació per L'effrontée